# Marianela Paco
Marianela Paco Durán (Tupiza, Bolivia; 28 de noviembre de 1976) es una periodista, comunicadora social, abogada, política, exdiputada primera plurinominal por el departamento de Chuquisaca y ministra de Comunicación boliviana. Fue redactora, proyectista y una de las principales impulsoras de la ley contra el racismo en Bolivia; también redactora, proyectista e impulsora de varias normas como la Ley Integral contra la trata y tráfico de personas, Ley contra el acoso y la violencia política hacia las mujeres, Ley integral contra la violencia hacia la mujer, Código de las Familias y del proceso familiar, etc. En 2009 fue elegida Diputada Plurinominal por el Departamento de Chuquisaca representando al partido del Movimiento Al Socialismo (MAS). Fue también Ministra de Comunicación de Bolivia desde el 23 de enero de 2015 hasta el 23 de enero de 2017, durante el tercer gobierno del presidente Evo Morales Ayma.

## Biografía
Marianela Paco Durán, nació el 28 de noviembre de 1976 en tierra Chicheña Sud Chichas - Tupiza del Departamento de Potosí. De raíz quechua. Es hija de una pareja de profesores, una Chicheña - cotagaiteña y un Qhara Qhara -betanceño. Es la mayor de seis herman@s.
Por razones profesionales sus padres se trasladaron pronto a la ciudad de Potosí -ha explicado en algunas de sus entrevistas donde estuvieron hasta que ella tuvo cinco años, momento en el cual se trasladaron de nuevo, esta vez a la localidad de Quivincha. Estudió el intermedio y el bachillerato en Betanzos. En Sucre tras lograr un cupo en la Universidad Mayor Real y Pontificia San Francisco Xavier de Chuquisaca, licenciada en Comunicación Social y en Derecho, Ciencias Políticas y Sociales -Abogada.
Profesionalmente ha ejercido como periodista y comunicadora social, produjo y condujo programas radiales en vivo y bilingües. De 2000 a 2004 fue trabajadora de la Pastoral Social Juvenil, de 2005 a 2009 comunicadora y periodista en la Radio de la Fundación ACLO parte de la Red Radiofónica de Bolivia ERBOL destacando su trabajo como locutora de noticias en idioma quechua. 
El 28 de mayo de 2008 cuando ejercía de periodista en radio Aclo de la red Erbol, fue víctima de agresiones constantes de grupos enardecidos allegados a la exgobernadora chuquisaqueña, Sabina Cuellar y el denominado Comité Interinstitucional, quienes se movilizaron en Sucre para confrontar a los campesinos que llegaron del área rural para esperar al presidente Evo Morales quien tenía previsto la entrega de 50 ambulancias. Marianela Paco, denunció que intentaron quemarla viva.

### Trayectoria política
El año 2009 a convocatoria de las Organizaciones Sociales, fue elegida Diputada Plurinominal del departamento de Chuquisaca por el Movimiento Al Socialismo (MAS). Ya en la Asamblea Legislativa Plurinacional asumió la presidencia de la Comisión de Derechos Humanos y en 2014 la presidencia de la Brigada parlamentaria chuquisaqueña. Su trabajo en la Asamblea se enmarcó en la defensa de los derechos humanos y los derechos de la mujer, siendo una de las proyectistas del nuevo Código de las Familias y del Proceso Familiar. También es proyectista e impulsora de la 1. ley contra el racismo cuyo debate se inició en marzo de 2010. 2. ley Contra el Acoso y la Violencia Política, 3. Ley integral contra la trata y tráfico de personas, 4. Ley integral para garantizar una vida libre de violencia hacia las mujeres, y otras relacionadas con la protección social.
En 2015 fue nombrada Ministra de Comunicación en el Gobierno de Evo Morales.
Durante su gestión se posicionó a favor del Software Libre como un paso de descolonización tecnológica. Planteó revisión y debate sobre uso de las redes sociales para garantizar el respeto a la dignidad de las personas y la vulnerabilidad a la que están expuestas las nuevas generaciones de niñas niños y adolescentes https://www.paginasiete.bo/nacional/2015/1/27/ministra-paco-plantea-revisar-debatir-redes-sociales-45390.html Archivado el 26 de mayo de 2019 en Wayback Machine.. Promovió el empoderamiento de los derechos de Comunicación e información para la liberación de los pueblos///durante sus interpelaciones legislativas y en sus apariciones mediáticas recordaba los principios éticos en los que debían regirse los medios y periodistas.
En octubre de 2016 fue varias veces hospitalizada por motivos de salud. Se le diagnosticó microangiopatía. El 29 de diciembre de 2016 anunció que no renunciaría a pesar de su enfermedad. El 23 de enero de 2017 fue sustituida en el cargo por Gísela López.
En 2017 fue designada cómo Cónsul en Córdoba - Argentina, aunque no asumió el cargo. A mediados del mismo año fue invitada y nombrada Directora del matutino "La Estrella del Oriente", al cabo de un año ya en 2018 fue Coordinadora y Gestora de Proyectos para los municipios de Santa Cruz de en AMDECRUZ. 
Entre 2018 y 2019 fue consultora en Organismos Internacionales y Nacionales.
En 2020, fue nombrada por el PACTO DE UNIDAD, las Organizaciones Sociales, cómo la VOCERA OFICIAL del MAS IPSP para el retorno a la Democracia vía Elecciones Generales que se concretó el 18 de octubre de 2020.
Tras la vuelta a la Democracia siguió en lo llano de la vida como Abogada en Ejercicio Libre de la Profesión, desde su bufete ayudando a la gente con escasos recursos económicos y con su Programa multimedia "En Derecho con Marianela Paco", analizando desde los derechos humanos y la justicia la coyuntura política, jurídica, cultural, económica y lo social.

## Controversias

### Denuncia ataques racistas
Marianela Paco suele utilizar sombrero en sus comparecencias públicas lo que le ha generado críticas en las redes sociales que ella considera "reacciones de racismo". En entrevistas ha explicado que lo usa desde 2011 en homenaje a los campesinos que no podían ingresar a la plaza de Sucre, por su condición y por su vestimenta, tras las agresiones del 25 de mayo. También como gesto identitario y reivindicativo de su cultura y como compromiso político. "Además, en mi familia, que es de Potosí, como yo, mis abuelos usaron el sombrero por una cuestión cultural. Entonces, lo uso por la identidad de mi familia y por compromiso político." Como respuesta a los ataques Paco ha presentado una demanda contra 20 políticos responsabilizándoles de los ataques a través de las redes sociales. Paco, por origen patri y matrilineal territorial es de identidad cultural Quéchua de las naciones Qhara Qhara y Chichas.